# Platylabops fraterculus
Platylabops fraterculus là một loài tò vò trong họ Ichneumonidae.